# Arabens anus

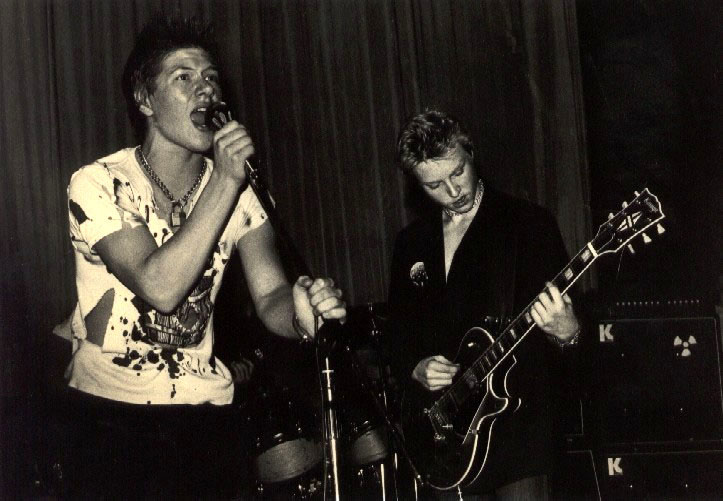
Arabens Anus Folkets Hus Kristinehamn 1980

Arabens Anus var ett punkband från Kristinehamn som verkade mellan 1979 och 1984. De spelade in den första demokassetten med hjälp av Ingvar Karlsson från Sven-Ingvars. En av låtarna, "Blommor & Bajonetter", spelades vid ett senare tillfälle av Jonas Almqvist i radioprogrammet Ny Våg på Sveriges Radio P3. När sedan Stefan Lagrell på Skvaller Records hörde av sig och ville släppa en platta med bandet blev resultatet vinyl-EP:n "Blommor & Bajonetter" som, förutom deras medverkan på diverse samlingsskivor, skulle visa sig bli den enda skiva bandet gjorde. Skivan släpptes i 1000 exemplar och spelades in i Rosa Studion utanför Karlstad av producenten Hell (Niklas Hellberg), bland annat medlem i Thåströms Peace, Love and Pitbulls. Arabens Anus gjorde under 2005 nyinspelningar på några av sina gamla låtar vilket resulterade i medverkan på samlingsskivan Äggröran 7 med låten "Hjältar Går Först". Under 2007 släpptes dubbelalbumet "Svenska Punkklassiker 2" där bandet medverkar med originalinspelningen av "Blommor & Bajonetter".

## Bandmedlemmar
- Stefan Carlén: Sång & Gitarr
- Jan "Linda" Lindström: Sång & Gitarr
- Kalle Hahne: Trummor (1979-80)
- Pierre "Fatso" Andersson: Trummor (1980-84)
- Putte Karlsson: Bas (1979-80)
- Kenth "Kass" Johansson: Bas (1980-82)
- Tomas "Skinkopf" Johansson: Bas (1982-84)

## Diskografi

### E.P
- Blommor och Bajonetter E.P. (Skvaller Records - Profit 002 - 84 - 1000 ex)

### MC (Samlingar)
- Picassos Barn 1: Låtar: "Adrenalin", "Inget Glin", "B.S.S". (Symbol Production 001 -82)
- Picassos Barn 2: Låtar: "Anarki", "Änglar i Svart", "Vem Minns Dom", "Lördagsmorgon". (Symbol Production 004 -84).
- Bara En Dröm Vol.1: Låtar: "Änglar i Svart", "Blommor & bajonetter". (Med bland andra Charta 77, PF Commando, Zynth Slakt, Rolands Gosskör).

### CD (Samlingar)
- Röjarskivan 2 - Andra Spyan: "Cheers Boys" (Äggtapes - Ägg - 24 - 1995).
- Full Speed Ahead 2: Med bland andra Anti-Cimex, D.T.A.L., Krunch, Arabens Anus, Existenz, Sötlimpa, Avskum.
- SVENSK PUNK 25 ÅR: "Kylan" (None-2003).
- Äggröran 7: "Hjältar Går Först" (Äggtapes & Records - Ägg 60 - 2006).
- Svenska Punkklassiker Vol.2: "Blommor & Bajonetter" (MNWCD 2037 - 2007).

### Låtar i urval
- Hjältar Går Först
- Blommor & Bajonetter
- Vem Minns Dom?
- Du & Jag
- Änglar i Svart
- Inget Glin
- Anarki
- Vägen Ner
- Dom Kallar Oss Punks